# Boletellus ananas
Boletellus ananas är en svampart som först beskrevs av Moses Ashley Curtis, och fick sitt nu gällande namn av William Alphonso Murrill 1909. Boletellus ananas ingår i släktet Boletellus och familjen Boletaceae.   Inga underarter finns listade i Catalogue of Life.

## Källor

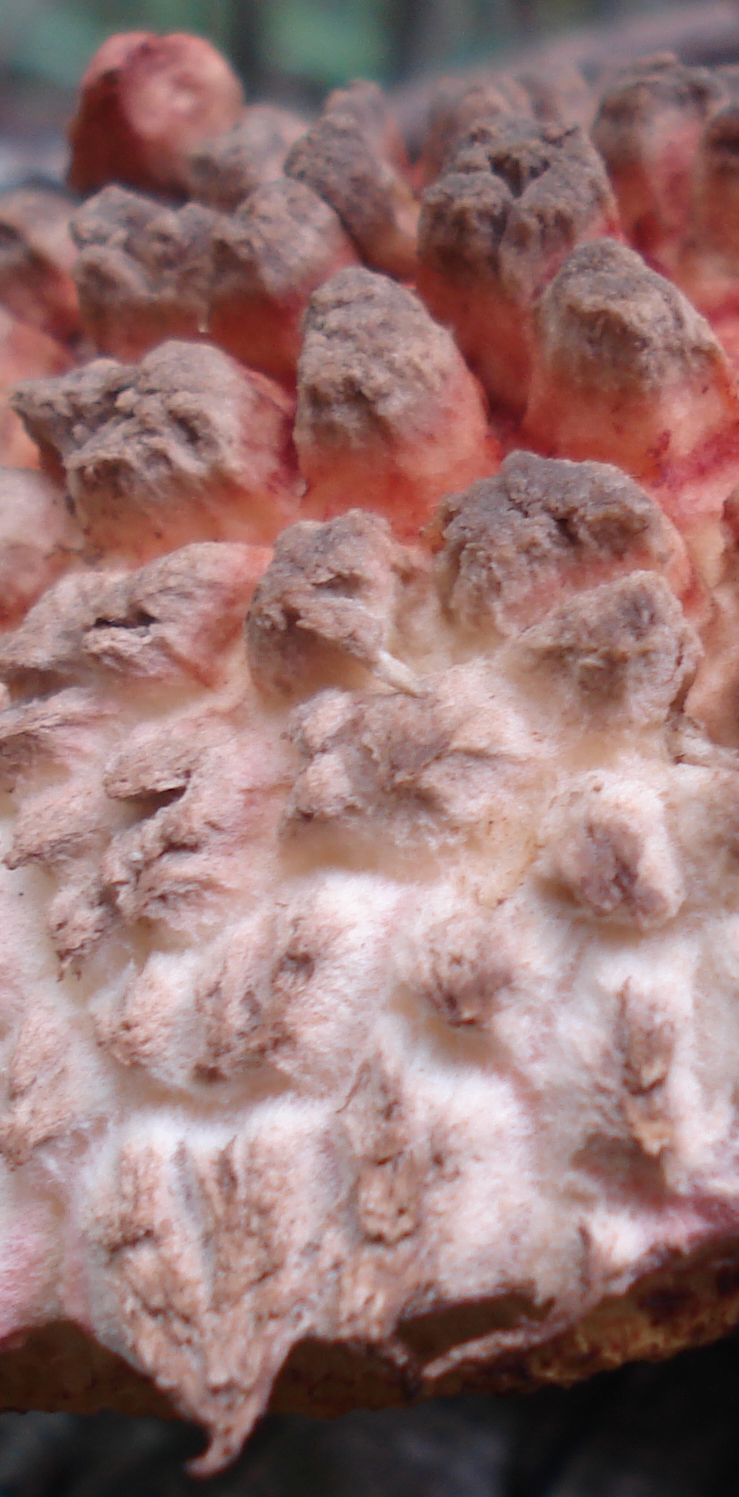